# Iglesia de Nuestra Señora del Remedio
La iglesia de Nuestra señora del Remedio es un templo católico del municipio de Toril y Masegoso construido a principios del siglo XVIII.

## Descripción
Es una construcción de mampostería con sillares de piedra en los extremos. El edificio presenta tres naves de dos tramos y crucero. La nave central está cubierta con una bóveda de cañón decorada con lunetos, y las laterales con bóvedas de arista. En el crucero se levanta una cúpula sobre cuatro pechinas que se encuentran decoradas con relieves. Estos representan a San Juan Baptista y a Santa Quiteria y conservan restos de la policromía. Presenta además, un pórtico con un arco de medio punto. El edificio también dispone de una torre campanario de dos cuerpos y planta cuadrada. En el segundo tramo se abren cuatro vanos de medio punto para situar las campanas, pero en la actualidad el templo sólo dispone de un bronce. La campana actual proviene de la fundición Roses de Silla (València) i fue instalada por los talleres cronos de Roquedas (Tarragona). Fue elaborada en el año 1956 y está dedicada a la Natividad. También dispone de una matraca de madera.

## Historia
Las primeras referencias del edificio religioso datan del 26 de noviembre de 1684, cuando Juan Gómez González y su mujer Quiteria Domingo, residentes en esta localidad, fundaron una capellanía. La iglesia de Masegoso todavía no era parroquia a finales del siglo XVII, pero sale registrada como tal a principios del siglo XVIIII.
Sufrió un importante expolio y destrucción durante la guerra civil motivo por el cual, de las esculturas originales sólo se conservan los relieves en las pechinas de la cúpula.